# Alain Pedrono
Alain Pédrono (1951-1999) est un artiste peintre français de la seconde moitié du XXe siècle. 

## Biographie
Alain Pédrono nait au Bourget le 27 mars 1951, il étudie aux Beaux Arts de Paris ainsi qu'à la faculté d'arts plastiques de Paris.  Il travaille à Paris et dans l'Orne. Il meurt brutalement à Paris le 14 avril 1999 à l'âge de 48 ans,.

## La peinture de Pédrono
« Se rappeler qu’un tableau, avant d’être un cheval de bataille, une femme nue ou une quelconque anecdote, est essentiellement une surface plane recouverte de couleurs en un certain ordre assemblées. » Ce précepte célèbre de Maurice Denis, Pédrono l’a certainement fait sien car toutes ses œuvres en témoignent d’évidence ; avant d’être une rue de Londres, une place de Paris ou un immeuble de New York, ces tableaux sont en effet d’abord et « essentiellement une surface plane recouverte de couleurs en un certain ordre assemblées » remarque avec justesse Francis Parent. 
Dès ses débuts Pédrono s’interroge sur le statut qu’il doit accorder à la réalité dans la peinture et sur le sens de la peinture de la réalité. Pendant plusieurs années donc (1974-1983) il va jouer sur la mise en page qui déforme le sujet peint, sur le trompe-l'œil qui se dénonce lui-même comme tel, recourir à des matériaux étrangers qu’il introduit dans la toile (éléments de sculpture, tissus, pièces de vêtements, etc.) Et comme si cette contestation de la réalité ne suffisait pas encore, il va de plus en plus systématiquement utiliser la photographie comme fond stable, nécessaire, à partir duquel on peut bâtir autre chose. Il a maintenant trouvé son expression définitive. 
Alors vont se déployer ces toiles qui donnent à voir des paysages urbains, façades d’immeubles avec escaliers extérieurs de secours comme il en existe tant à New York, enseignes d’hôtels, fenêtres, persiennes ouvertes ou closes, cafés avec terrasses, rues peuplées de grosses automobiles, places et monuments, voire gares ou métro aérien. Mais ces sujets récurrents sont toujours présents, paradoxalement, à la façon de décors. Décors d’un spectacle dont seul le peintre - machiniste possède la clé. Décors le plus souvent sans personnages ou alors parcourus par des cortèges de choristes d’opéra, des processions d’êtres mal définis, de fantômes. 
Pédrono projette sur la toile des taches de couleurs violentes, enflammant cabines téléphoniques, chaises de café, fontaines wallace, automobiles et autres éléments du mobilier urbain ou niant rageusement, par quelques épaisses hachures noires ou blanches, le rythme banal et programmé d’une journée ordinaire. Le désir pur est alors à l’œuvre. La peinture gestuelle, l’abstraction lyrique perturbant soudain le propos hyperréaliste, telle est l’originalité profonde de Pédrono.

## Expositions

### Principales expositions personnelles
- Le Tourtout, Paris (1976)
- Centre Maurice Ravel, Paris (1979)
- Galerie du Centre, Paris (1983)
- Galerie du Centre, Paris (1985)
- Galerie Phyllis Jacobson, Los Angeles (1987)
- Galerie Guy Pieters, Knokke-Zoute (1987)
- Galerie du Centre, Paris (1988)
- Galerie Art Impact, Gordes (1988)
- Galerie Guy Pieters, Knokke-Zoute (1989)
- Galerie Cupillard, Saint-Tropez (1989)
- Galerie l’entrée des Artistes, Barbizon (1990)
- Galerie M. Bourcy, Toulouse (1990)
- C. Guilbert et P. Richard, St Denis, La Réunion (1990)
- Galerie Liehrmann, Liège (1991)
- Galerie Liliane François, Paris (1991)
- Galerie Guy Pieters, Knokke-Zoute (1991)
- Galerie l’entrée des Artistes, Barbizon (1993)
- Galerie Guy Pieters, Knokke-Zoute (1993)
- Galerie Liliane François, Paris (1994)
- Galerie Liehrmann, Liège (1996)
- Galerie Grand Cerf, Paris (1999 - posthume)

### Principales expositions collectives
- Jeune peinture, Paris (1983)
- Figuration critique, Paris (1983)
- Centre Culturel et Artistique, Montrouge (1984)
- Figuration critique, Paris (1984)
- Art Expo, New York (1984)
- Art Expo, Dallas (1984)
- Figuration Critique, Grand-Palais, Paris (1985)
- Art Expo, New York (1985)
- Art Expo, Los Angeles (1985)
- Salon de Vitry (1985)
- Figuration Critique, Grand-Palais, Paris (1986)
- Art Expo, New York (1986)
- Hessen Huis, Anvers (1986)
- Festival d’Art Contemporain, Chamalières (1986)
- I.C.A.F. de Londres (1986)
- Galerie du Centre, Paris (1986)
- Art Expo, New York (1987)
- Art Expo, Los Angeles (1987)
- Figuration Critique, Grand-Palais, Paris (1987)
- “L’Art et la Ville” Galerie du Centre, Paris (1987)
- Musée des Beaux-Arts, Carcassonne (1987)
- Linéart, Gand (1987)
- Galerie Magna, New-York (1988)
- École des Beaux-Arts, Paris (1988)
- Linéart, Gand (1988)
- Art Expo, New York (1988)
- Art Expo, Los Angeles (1988)
- Linéart, Gand (1989)
- Journées des Arts, Liège (1989)
- Art Expo, New York (1989)
- Galerie Façade, Paris (1990)